# Китайска хвойна
Китайската хвойна (смрика) (Juniperus chinensis) е дърво или храст с различна височина и хабитус. Отглежда се като декоративно растение.

## Описание
В родината си дървовидните форми достигат височина до около 20 m и имат широко-или тесноконусовидна корона. Храстовидните форми са също с променлива корона – от силно разпрострени върху земята с малка височина до високи храсти с почти конусовидна корона. Листата са два вида - люсповидни и игловидни. Люсповидните са тесноромбични, дълги около 1,5 mm, тъпи, гъсто разположени по клонките по 2 срещуположно, като образуват 4 редици. Те са зелени, с по-светла ивица и една жлеза на тръбната страна. Игловидните листа са дълги 8 - 12 mm, низбягващи по клонките, твърди, остри и бодливи, разположени обикновено по 3 в прешлени или рядко по 2 срещуположни, отгоре с 2 синкавобели ивици и зелена средна жилка. Генеративните органи са двудомни. Шишарките са топчести, достигат 6 – 8 mm в диаметър, отначало кафяви, а после – синкавосребристи. Узряват за две години и съдържат 2 – 3 семена.

## Разпространение
Китайската смрика е разпространена в Североизточен Китай, Монголия, Корея и Северна Япония.

## Екологични изисквания
Отначало расте бавно, но впоследствие усилва растежа си. Студоустойчив вид, понасящ зимни температури до – 30 C. Сравнително сухоустойчив е, но най-добре се развива на дълбоки и свежи почви при достатъчна влажност на въздуха и пълно осветление.
Използва се за единични или групови засъждения в парковете за оформяне перваза на дървесните групи или покрай алеите в тревните площи. Много често се засаждат в комбинация с миризливата смрика. Не се препоръчва за скални кътове, тъй като силно разраства и заема големи площи. Дървовидни форми в България не се отглеждат.

## Природозащитен статут
- Червен списък на световнозастрашените видове (IUCN Red List) - Незастрашен вид (Lower Risk Least Concern LR/lc)[2]